# Джеймс Шелтон Восс
Джеймс Шелтон Восс (англ. James Shelton Voss; нар. 3 березня 1949) — астронавт НАСА. Здійснив п'ять космічних польотів на шаттлах: STS-44 (1991, «Атлантіс»), STS-53 (1992, «Діскавері»), STS-69 (1995, «Індевор»), STS-101 (2000, «Атлантіс») і STS-102 (2001, «Діскавері»), здійснив чотири виходи у відкритий космос, полковник Армії США.
Джеймс Восс народився 3 березня 1949 року в місті Кордова, штат Алабама. Але своїм рідним вважає місто Опеліка, в тому ж штаті, де виховувався бабусею і дідусем і закінчив середню школу. У дитинстві він багато читав, любив наукову фантастику про космічні подорожі. В 1972 році отримав ступінь бакалавра наук в галузі аерокосмічної техніки в Обернському університеті, в Алабамі. Будучи студентом, входив до збірних Університету по боротьбі і по футболу. У 1974 році отримав ступінь магістра наук в галузі аерокосмічної техніки в Колорадському університеті в Боулдері.
Одружений зі Сьюзен Каррі з Бірмінгема, штат Алабама. У них є дочка. Захоплення: різьба по дереву, катання на лижах, софтбол, бадмінтон, підводне плавання і польоти на літаках, які збудував сам.

## До НАСА
Після отримання ступеня магістра, в 1974 році, Восс пройшов навчання по Базовому армійському курсом, який закінчив з відзнакою. Потім він вступив до офіцерське Повітряно-десантне училище, яке закінчив із званням «видатний випускник». Після цього Восс був переведений в Західну Німеччину, де був командиром взводу, штабним офіцером з розвідки, командиром роти. У 1979 році він повернувся в Сполучені Штати і пройшов навчання на Офіцерських курсах підвищення кваліфікації. Став викладати на кафедрі механіки в Військової Академії США у Вест-Пойнті, штат Нью-Йорк. Під час викладання, Восс отримував замовлення на дослідження від НАСА в області льотних випробувань і отримав премію Вільяма П. Клементса (молодшого) за видатні досягнення в галузі освіти. Потім Восс поступив в Школу льотчиків-випробувачів ВМС США, яку закінчив у 1983 році з відзнакою. Потім він вступив до Штабний коледж Збройних Сил. Після цього став служити льотним інженером-випробувачем. Він став керувати великими програмами льотних випробувань по замовленнях від НАСА.

## Підготовка до космічних польотів
З листопада 1984 по червень 1987 Восс працював у НАСА, в Космічному Центрі імені Джонсона в Х'юстоні, штат Техас. Він входив у групи підтримки екіпажів STS-51D, STS-51F, STS-61C і STS-51L. Після катастрофи шаттла «Челленджер», Восс брав участь у роботі комісії з розслідування аварії. Він був запрошений у НАСА як кандидат в астронавти в червні 1987 року. В серпні 1987 року був зарахований до загону НАСА в складі 12-го набору, кандидатом в астронавти. Став проходити навчання за курсом загальнокосмічної підготовки (ОКП). По закінченні курсу, в серпні 1988 року отримав кваліфікацію «спеціаліст польоту» і призначення в Офіс астронавтів НАСА.

## Польоти в космос
- Перший політ — STS-44, шаттл «Атлантіс». З 24 листопада до 1 грудня 1991 року як «фахівець польоту». Політ за програмою Міністерства оборони США. Основною метою місії були роботи по програмі «Defense Support (DSP)», висновок на орбіту супутника з розгінним блоком у вигляді інерціальної ракети-носія. Тривалість польоту склала 6 діб 22 години 52 хвилини.
- Другий політ — STS-53, шаттл «Діскавері». З 2 по 9 грудня 1992 року як «фахівець польоту». Основна корисне навантаження засекречена, виводилася в цілях міністерства оборони США. Дві додаткові навантаження незасекречени. Під час польоту проводилося 9 несекретних експериментів. У польоті був запущений супутник USA-89 (NSSDC ID 1992-086B), іноді також званий «DoD-1». Даний супутник був другим у серії комунікаційних супутників Satellite Data System-2 (SDS-2), першим був USA-40, запущений з STS-28 .Додатковими корисними навантаженнями, встановленими в Get Away Special (GAS) у вантажному відсіку були: Orbital Debris Radar Calibration Spheres (ODERACS-1) і комбінований експеримент Shuttle Glow Experiment / Cryogenic Heat Pipe Experiment (GCP).STS-53 — Остання місія шатлів військового призначення. Тривалість польоту склала 7 днів 7:00 21 хвилину.
- Третій політ — STS-69, шаттл «Індевор». З 7 по 18 вересня 1995 року як «фахівець польоту». Це другий політ для фонду «Створимо захисний щит» (WSF), в ході якого НАСА безкоштовно вивело на орбіту повертаний супутник у формі блюдця, який летітиме поруч з Міжнародною космічною станцією (МКС) протягом декількох днів.WSF вело дослідження зростання тонких плівок в майже ідеальному вакуумі. Екіпаж вивів повертаний астрономічний супутник SPARTAN. Був виконаний вихід у відкритий космос для перевірки зборки апаратури на зовнішній поверхні міжнародної космічної станції і випробування нових теплозахисних удосконалень скафандрів. Під час польоту Восс виконав один вихід у відкритий космос: 16 Вересень 1995 року — тривалістю 6 годин 46 хвилин. Тривалість польоту склала 10 діб 20 годин 30 хвилин.
- Четвертий політ — STS-101, шаттл «Атлантіс». З 19 по 29 травня 2000 року як «фахівець польоту». Основним завданням місії була доставка на Міжнародну космічну станцію (МКС) витрачених матеріалів і устаткування і ремонт електро обладнання модуля «Зоря». Матеріали та обладнання, що доставляється на станцію, були розміщені в здвоєному транспортному модулі «Спейсхеб», який розташовувався в вантажному відсіку шаттла. Під час польоту Восс виконав один вихід у відкритий космос: 22 мая 2000 року — тривалістю 6 годин 44 хвилин. Тривалість польоту склала 9 діб 20 годин 10 хвилин. З березня 1996 по грудень 1997 Восс пройшов підготовку в Центрі підготовки космонавтів (ЦПК) імені Ю. А. Гагаріна як бортінженер для польоту на орбітальну станцію «Мир», а в 1998 році почав підготовку до польоту на «МКС».
- П'ятий політ — старт на STS-105, шаттл «Діскавері», 8 березня 2001 року як «фахівець польоту». Прибувши на МКС, Восс стає бортінженером МКС-2, другого довготривалого екіпажу станції. Під час другої експедиції були прийняті три шаттла, які доставили маніпулятор SSRMS і шлюзову камеру Увест, а також «Союз ТМ-32» з російської експедицією відвідування (з першим космічним туристом — Деннісом Тіто). Були прийняті і розвантажені ТКГ «Прогрес М1-6», а також вантажні модулі «Рафаель» і «Леонардо». Продовжена розконсервація Лабораторного модуля, виконаний цикл випробувань SSRMS. Продовжені наукові дослідження з російською і американською програмами; передача станції екіпажу 3-й основної експедиції. Під час польоту Восс виконав два виходи у відкритий космос: 11 березня 2001 — тривалістю 8:00 56 хвилин і 8 червня 2001 року — тривалістю 19 хвилин, був встановлений приймальний конус стикувального агрегату по осі Y перехідного відсіку службового модуля (СМ) «Зірка». Посадка проведена на STS-105, шаттл «Діскавері», 22 серпня 2001 року. Тривалість польоту склала 167 діб 6:00 42 хвилини.

Загальна тривалість позакорабельної діяльності — 22 години 45 хвилин. Загальна тривалість польотів в космос — 202 дні, 5 годин, 36 хвилин.

## Після польотів
У 2000 році від Університету Колорадо отримав почесну вчений ступінь доктора наук. В даний час працює віце президентом корпорації «Transformational Space», яка в 2004—2005 роках брала участь у конкурсі по створенню нового космічного корабля для НАСА.

## Нагороди та премії
Нагороджений: Медаль «За космічний політ» (1991, 1992, 1995, 2000 і 2001), Медаль «За видатні заслуги» (Армія США), Медаль «За відмінну службу» (США), Медаль «За похвальну службу» (США), Медаль похвальною служби (США), Медаль «За видатне лідерство», Медаль «За виняткові заслуги», Медаль за службу національній обороні (США) та багато інших. У 2001 році його ім'я внесено до Зали слави астронавтів.